# Volvo 140
La Volvo série 140 est une familiale routière du constructeur automobile suédois Volvo. Elle a été produite entre août 1966 et le printemps 1974. 1 205 111 exemplaires ont été produits en trois carrosseries, berline (144), break (145) et coupé (142).

## Historique

### Première série (1966 - 1970)
C'est en août 1966 que Volvo a lancé la nouvelle berline 144 qui a pris la succession des Amazon dans la gamme du constructeur suédois.
La série 140 a inauguré la nouvelle nomenclature de la gamme Volvo. Le premier chiffre correspond à la série, le second au type de moteur et le dernier à la carrosserie. Avec la berline 144 on obtient : la série 100, un moteur 4 cylindres, et une berline 4 portes.
La 144, dessinée par Jan Wilsgaard, a également inauguré un nouveau style très carré chez Volvo qui a été présent jusque dans les années 1990 sur la famille S90/V90.
La 144 a repris une grande partie de l'architecture de l'Amazon ainsi que son moteur 4 cylindres 1,8 litre de 75 ch. En revanche, elle dispose de freins à disque sur les quatre roues. Les finitions sont De Luxe et Grand Luxe.
Ce qui fera la renommée de Volvo, la sécurité, obtient un soin attentif. Les berlines 144 sont dotées d'une colonne de direction qui se scinde en deux en cas de collision pour augmenter les chances de survie du conducteur. Le freinage est assisté aux quatre roues et des ceintures trois points sont installées à l'avant.
Pour 1967, la gamme a été complétée par une déclinaison break 145 et une déclinaison coupé 142. Cette dernière a été vendu produite à plus de 1 500 unités la première année. Une version plus puissante du 1,8 litre développant 100 ch est ajoutée à la gamme. Elle possède deux carburateurs et est nommée 1,8 S.
En 1968, la gamme a été enrichie par une version plus haut de gamme, la 164. Elle reprenait la caisse de la 144 mais s'en est différenciée par la calandre et les faces avant et arrière. Cette berline plus haut de gamme était disponible avec un moteur 6 cylindres et des équipements plus haut de gamme.
Pour 1969, le 1,8 litre a été réalésé à 2,0 litres et atteint une puissance de 82 ch et 100 ch pour la version S. Un autre changement important est le passage d'un générateur à un alternateur. Une nouvelle carrosserie, la 145 Express, est apparue au catalogue et n'a jamais été importée dans la plupart des pays européens. Les différences avec la 145 sont : un pavillon rehaussé (à la façon de certaines déclinaisons de la Duett) et trois configurations possibles : 5 places normales, 2 places et 2 places avec vitres tôlées).

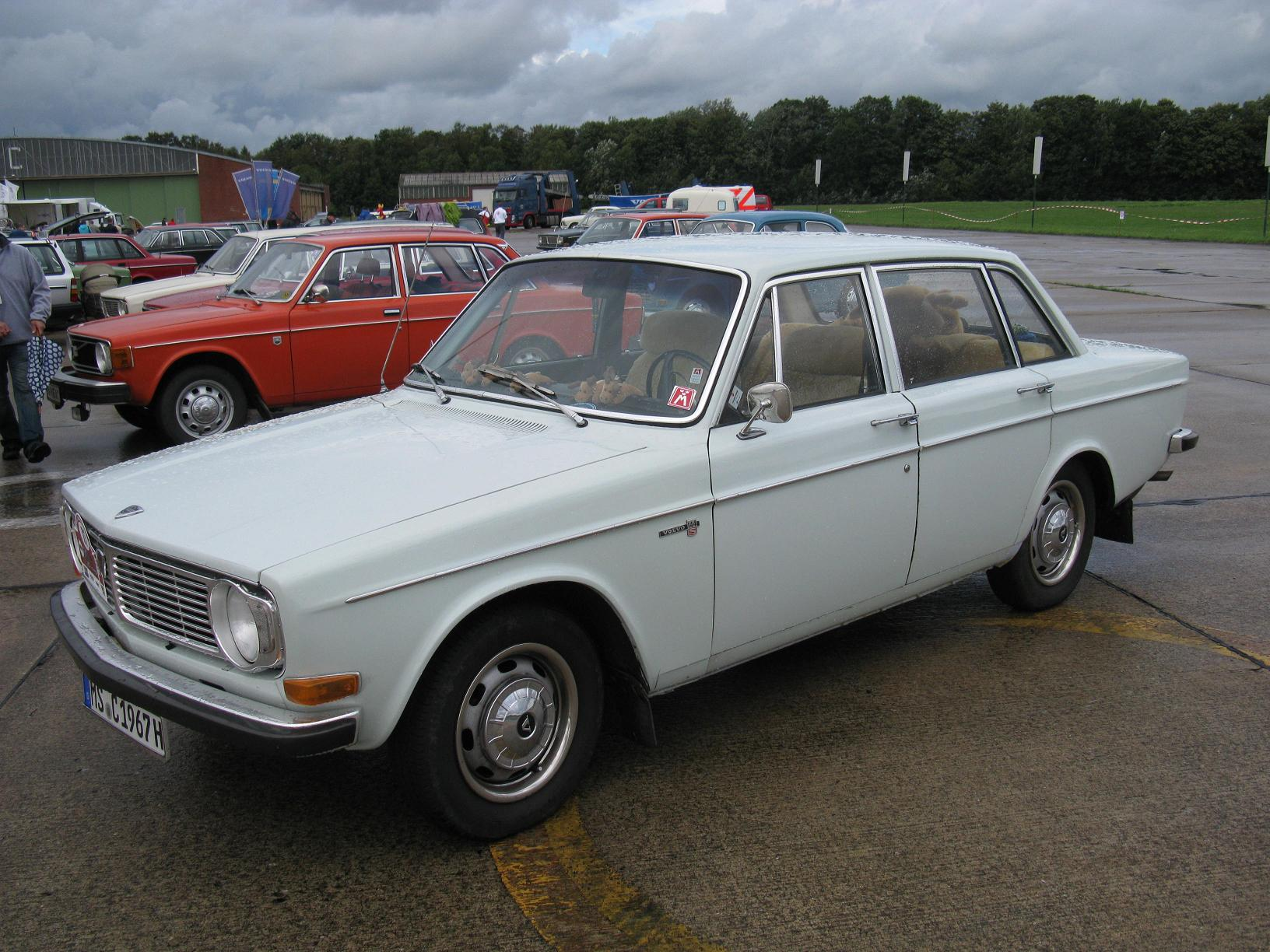
Volvo 144 (1966 - 1971)
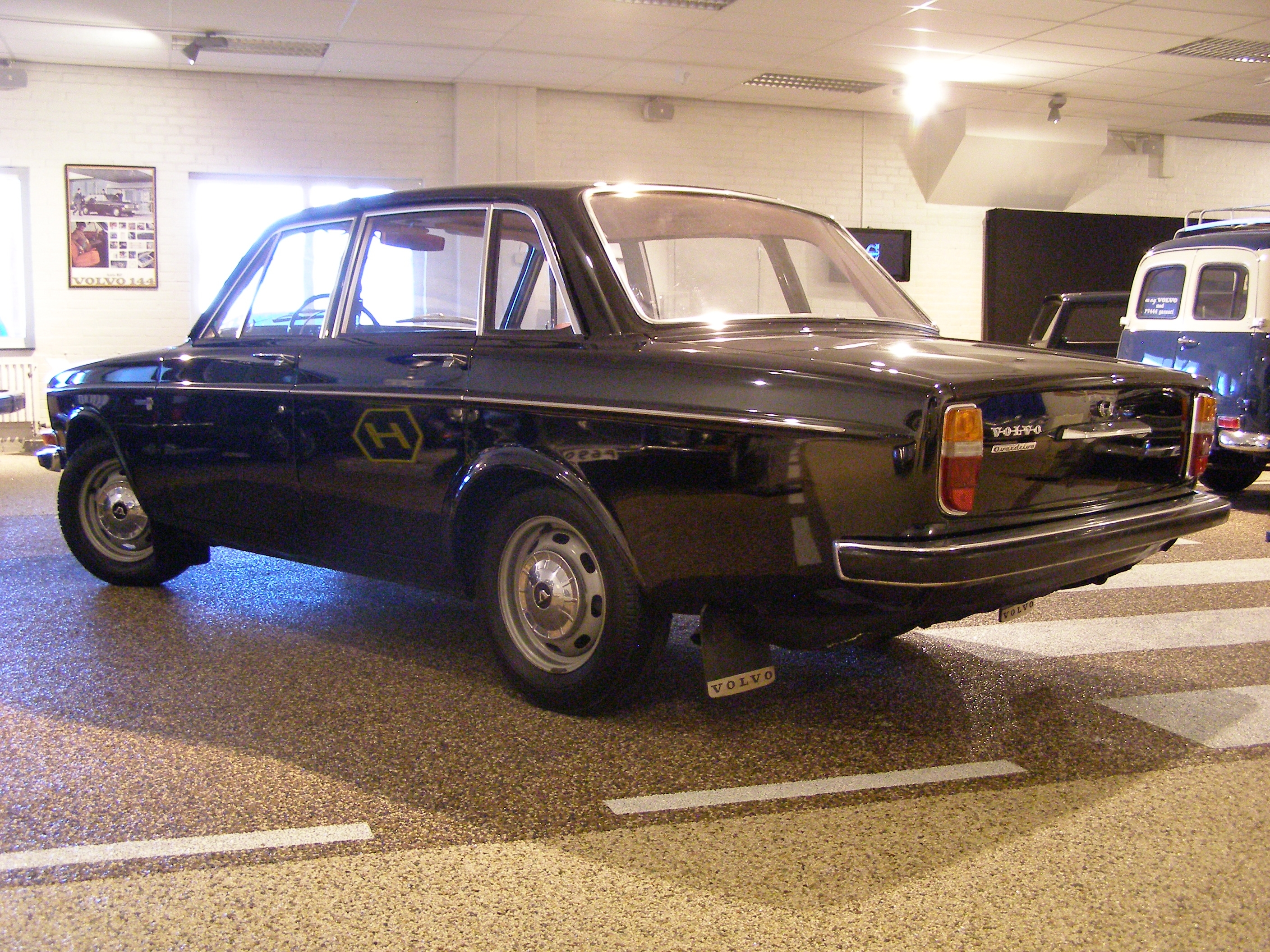
Volvo 144 (1966 - 1971)
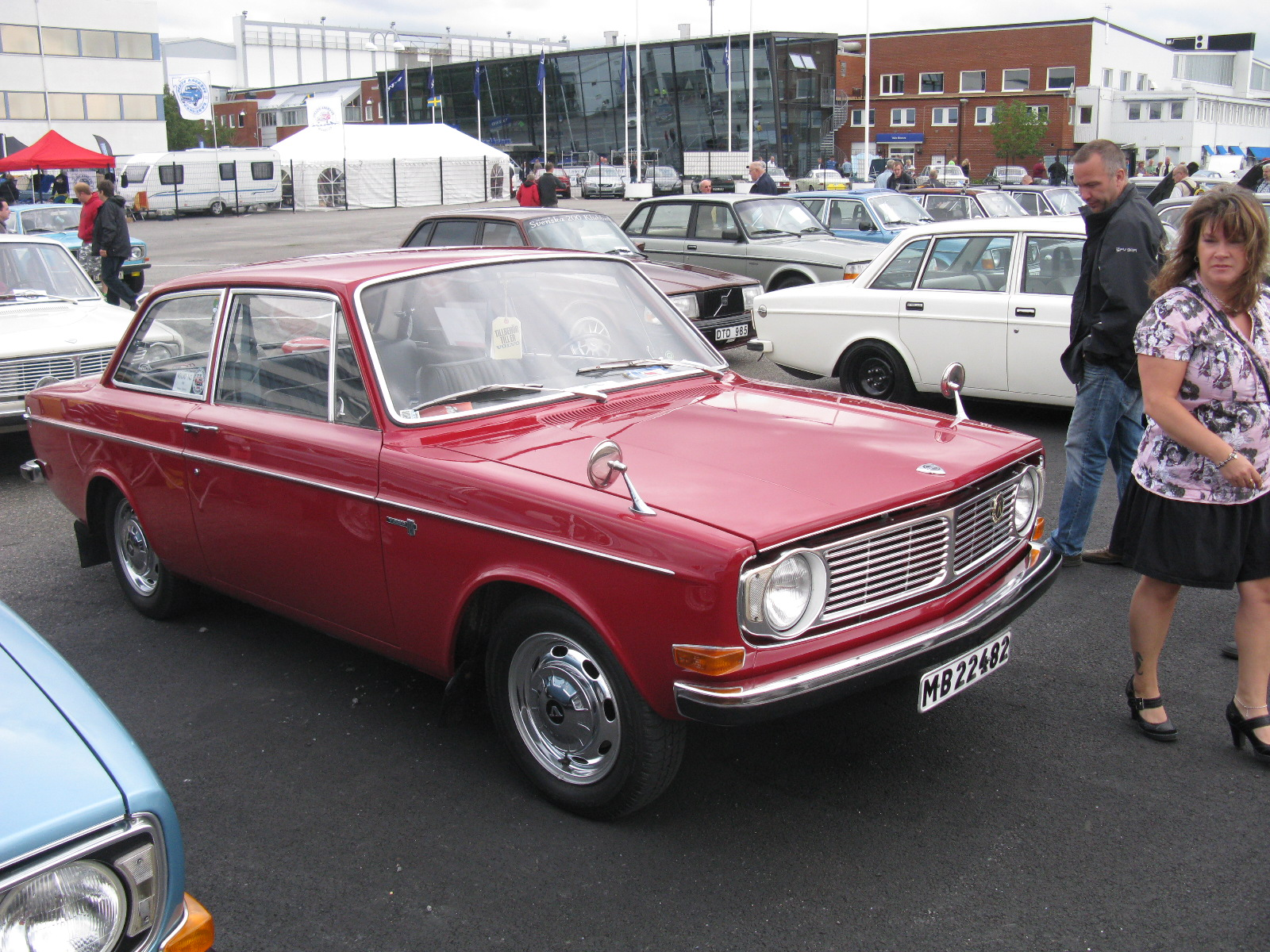
Volvo 142 (1967 - 1971)
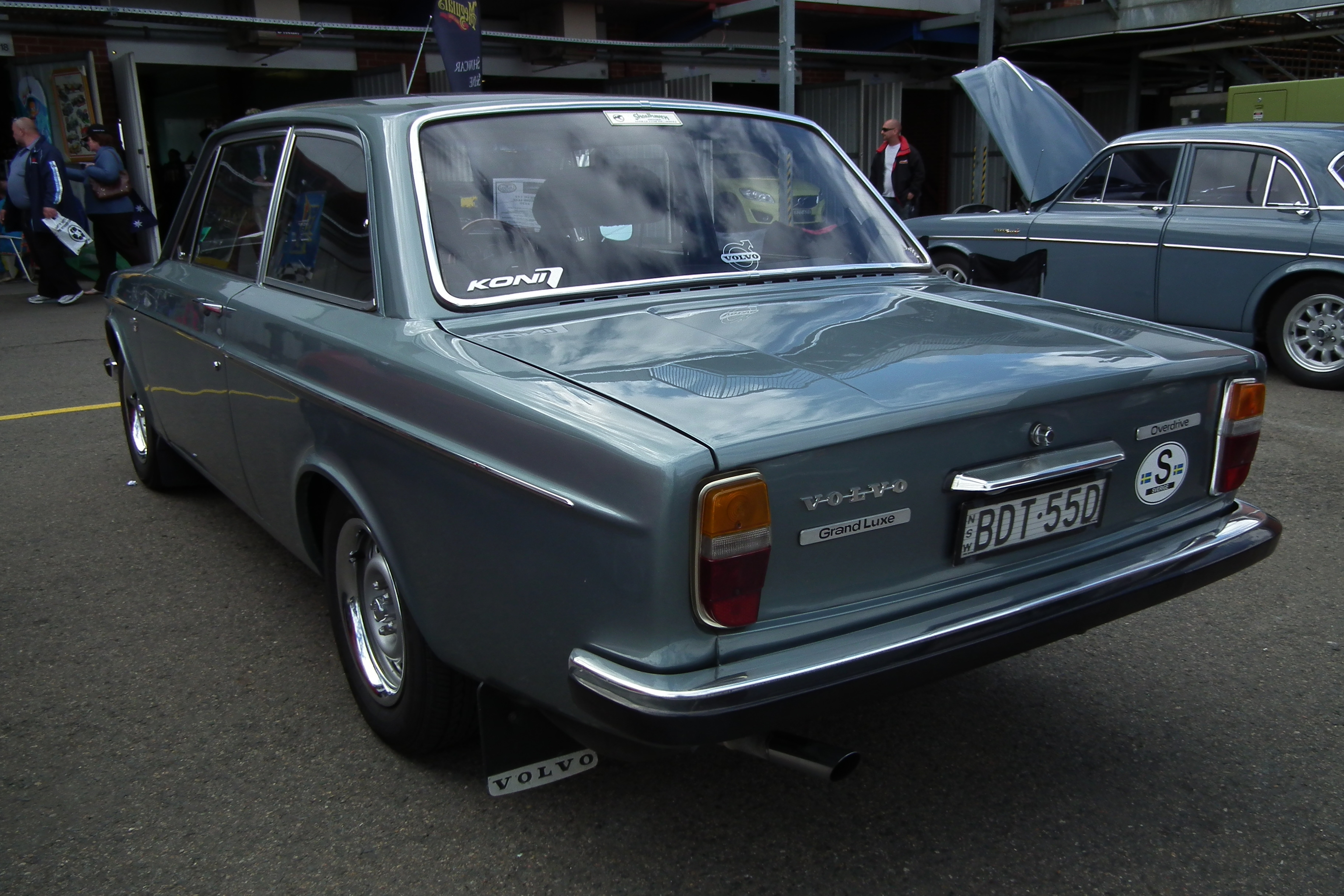
Volvo 142 (1967 - 1971)
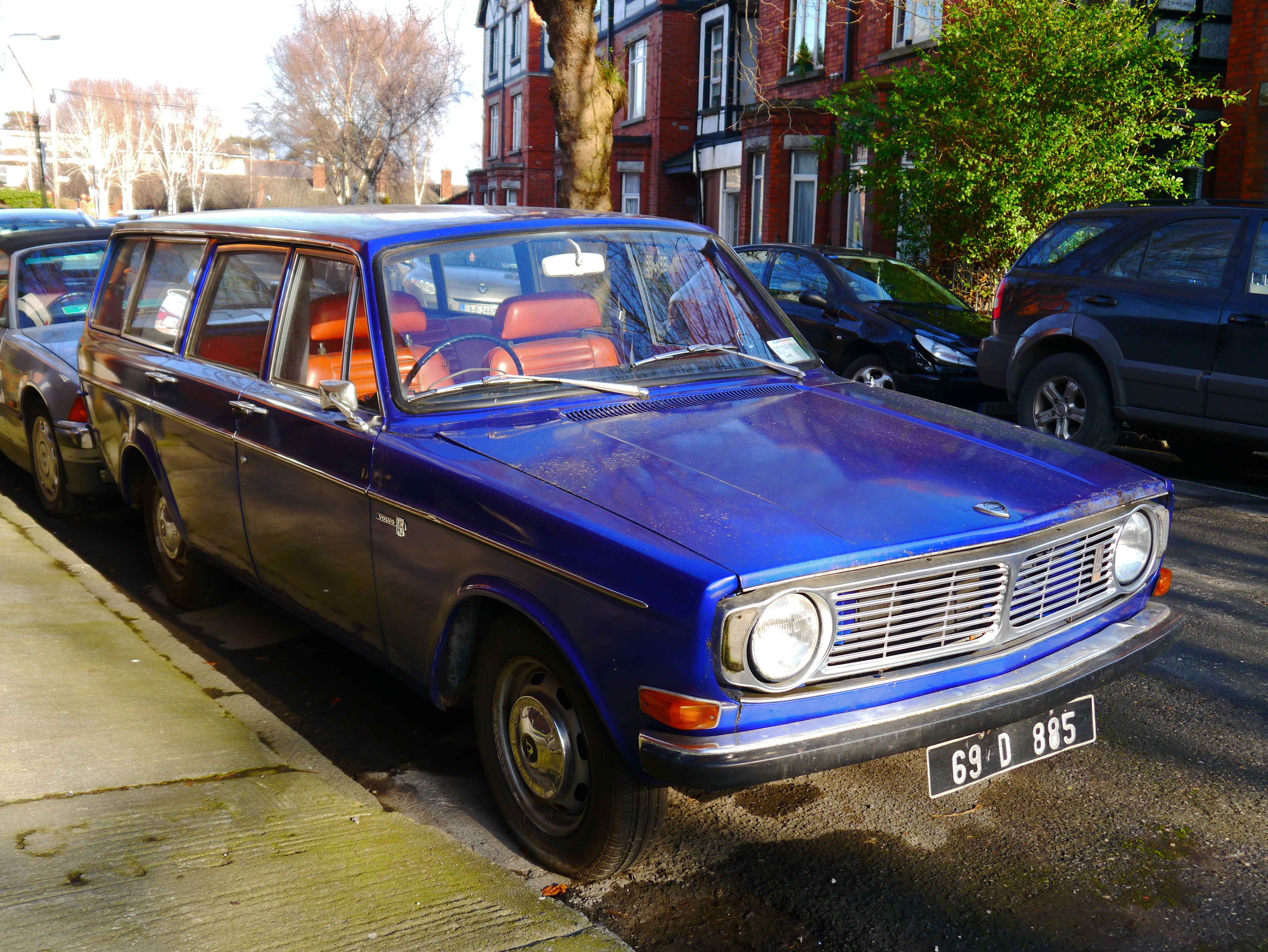
Volvo 145 (1967 - 1971)
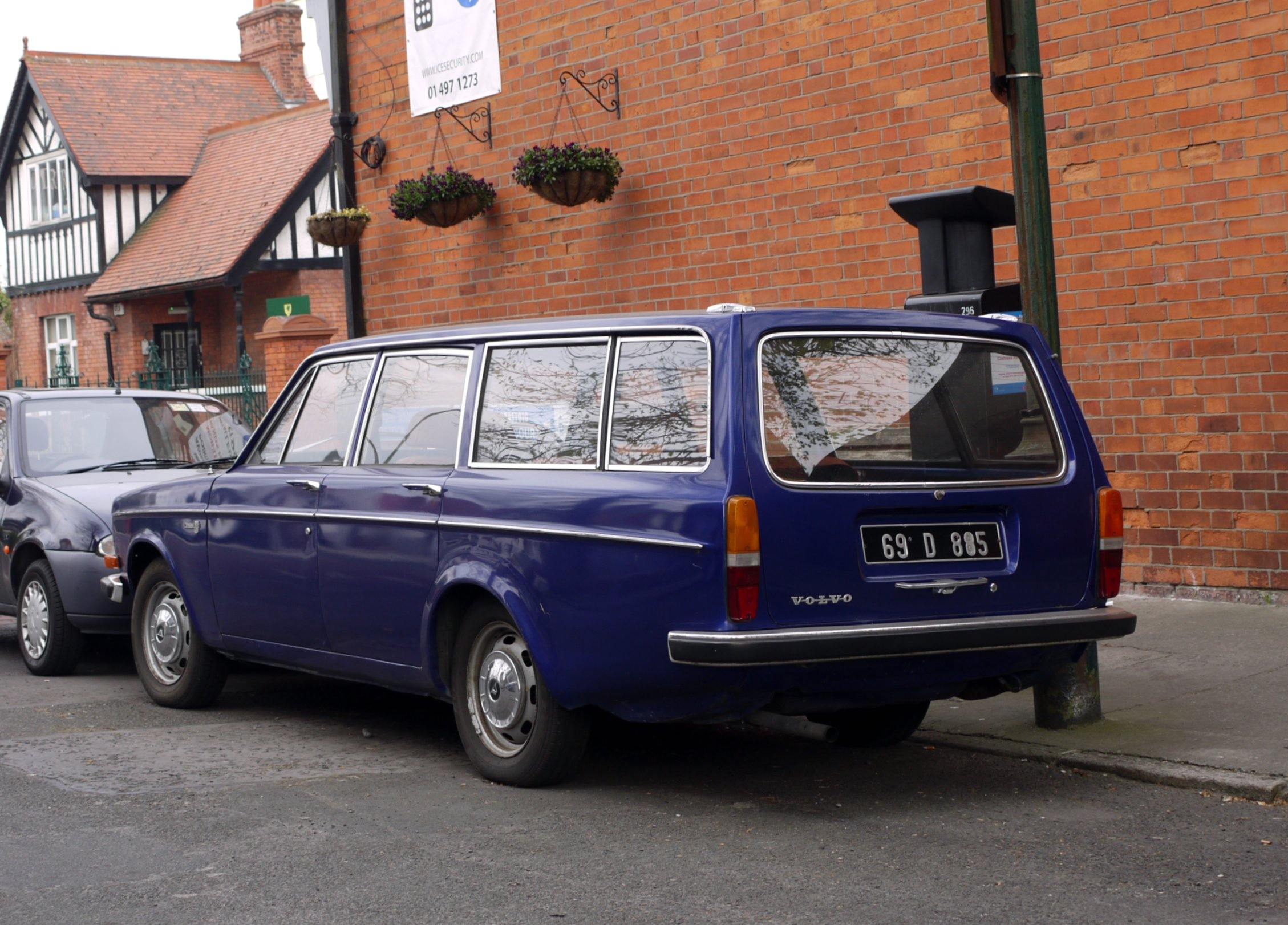
Volvo 145 (1967 - 1971)
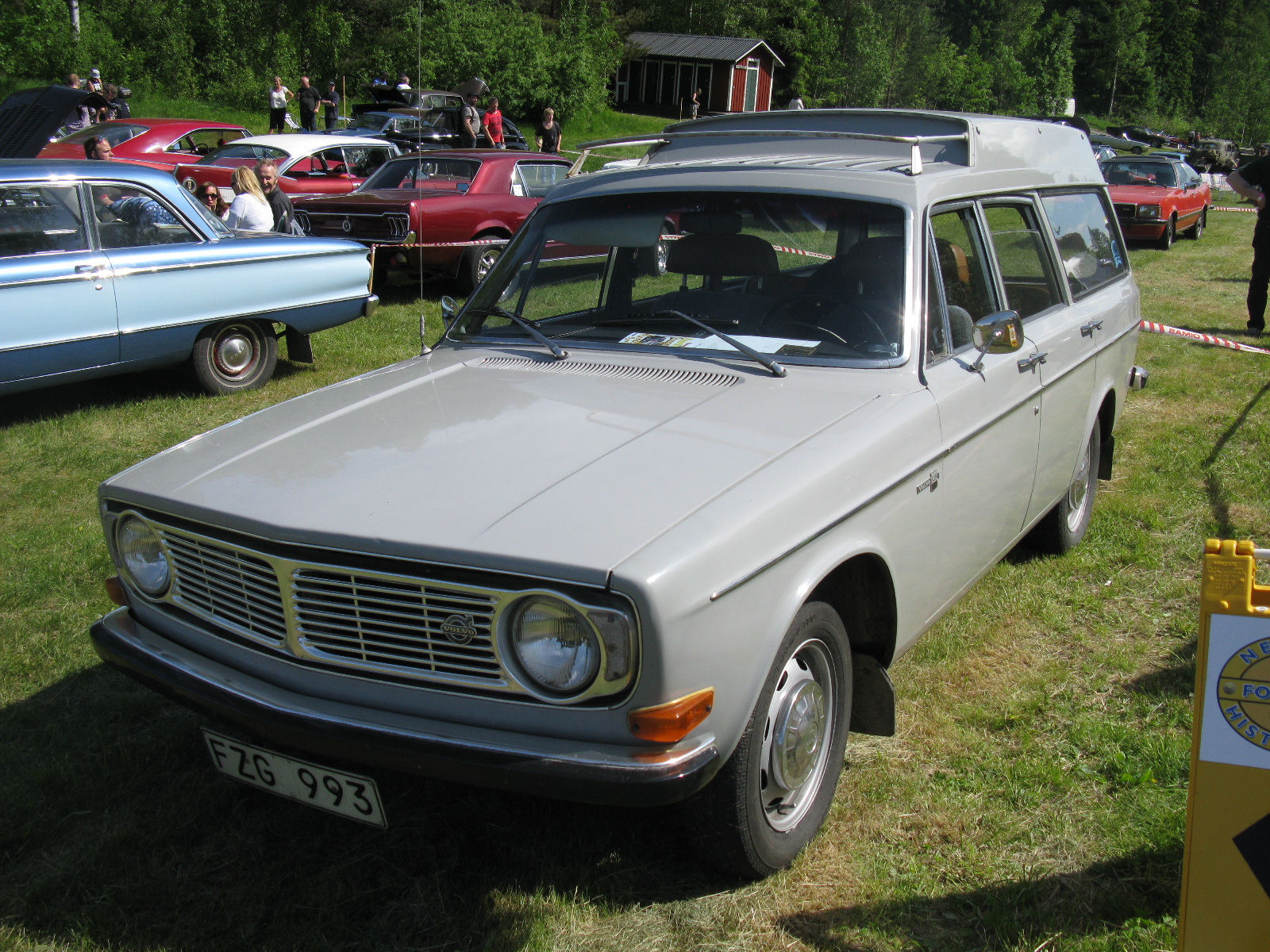
Volvo 145 Express (1969 - 1971)
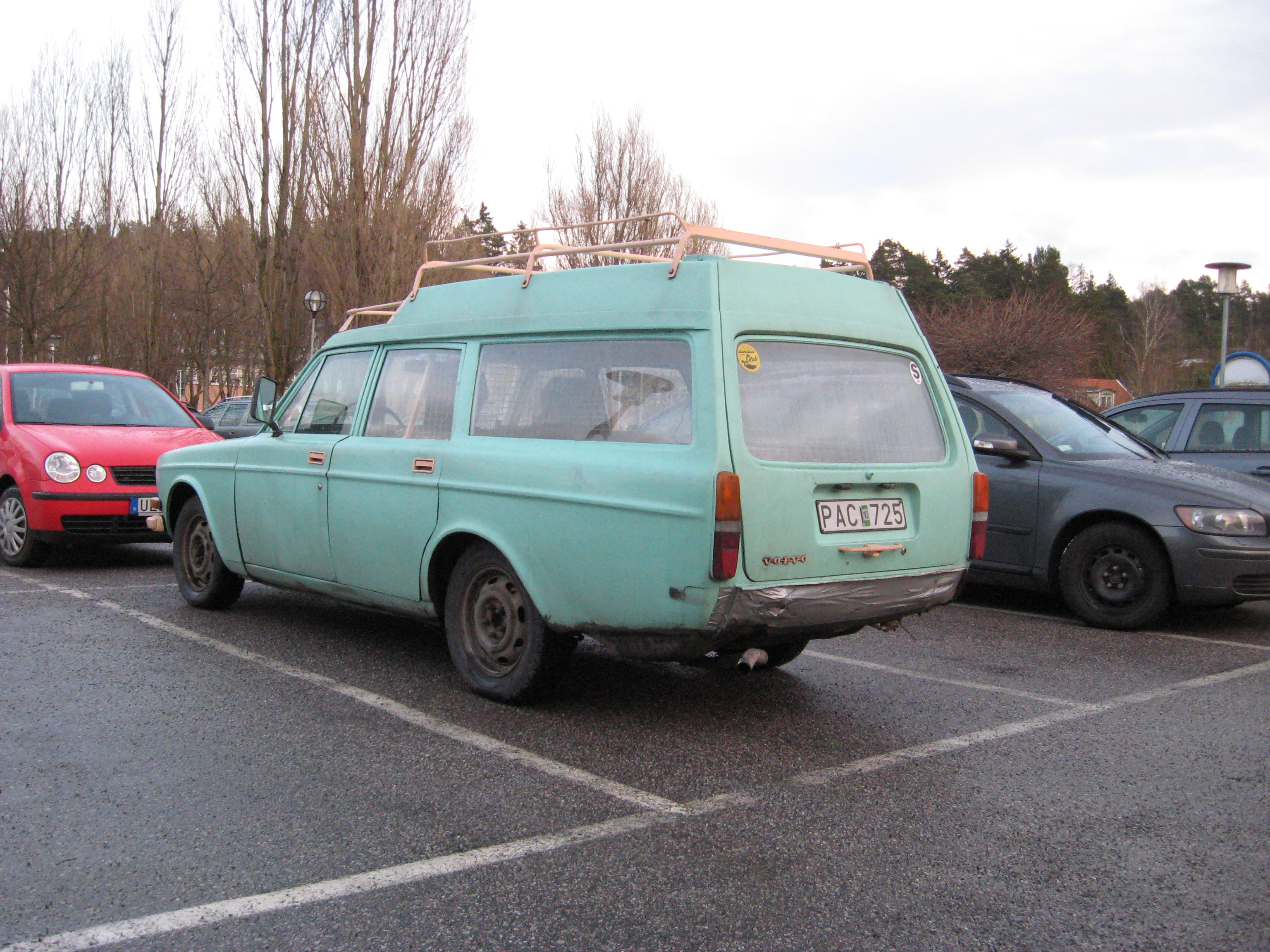
Volvo 145 Express (1969 - 1971)

### Deuxième série (1971 - 1973)
Une évolution cosmétique a eu lieu en 1971. La série 140 adopte une calandre en plastique noire avec le logo décentré. De nouvelles jantes sont également disponibles. Il y a également l'arrivée de l'évolution du moteur 2,0 litres qui passe à 124 ch. Ce modèle est désigné sous l’appellation 2,0 E (E pour einspritzer, injection en allemand). Une horloge est venue s'ajouter à la liste des équipements. Nouvelles finitions, Luxe (L), De Luxe (DL) et Grand Luxe (GL).
En 1972, quelques modifications ont eu lieu avec de nouvelles poignées de portes encastrées dans les portières, un nouveau tableau de bord en simili-bois, et de nouveaux commutateurs sur la planche de bord. À cause des nouvelles normes antipollution américaines, Volvo a lancé une évolution spécifique du 2,0 litres, le 2,0 F développant 115 ch.

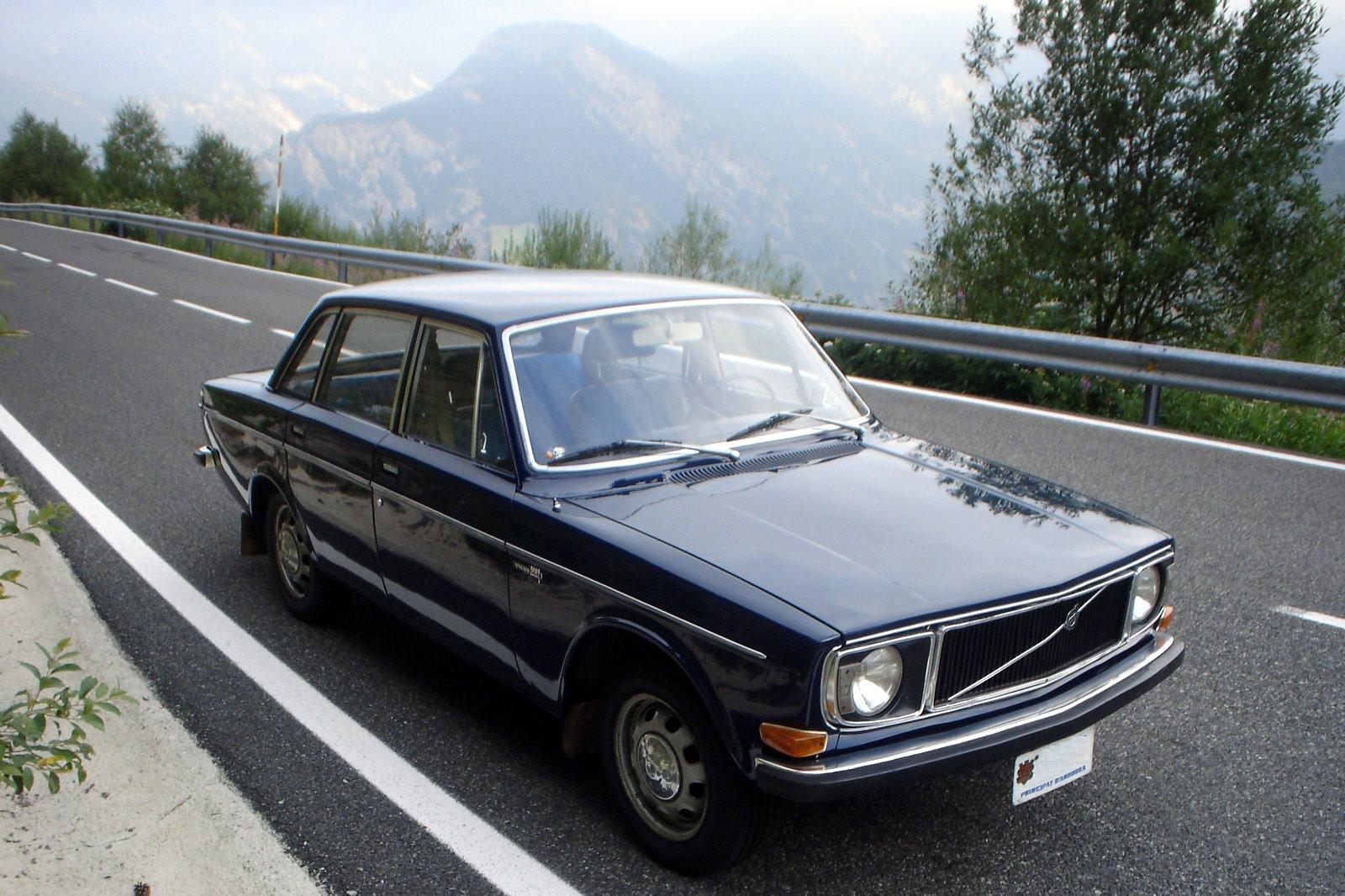
Volvo 144 (1971 - 1973)
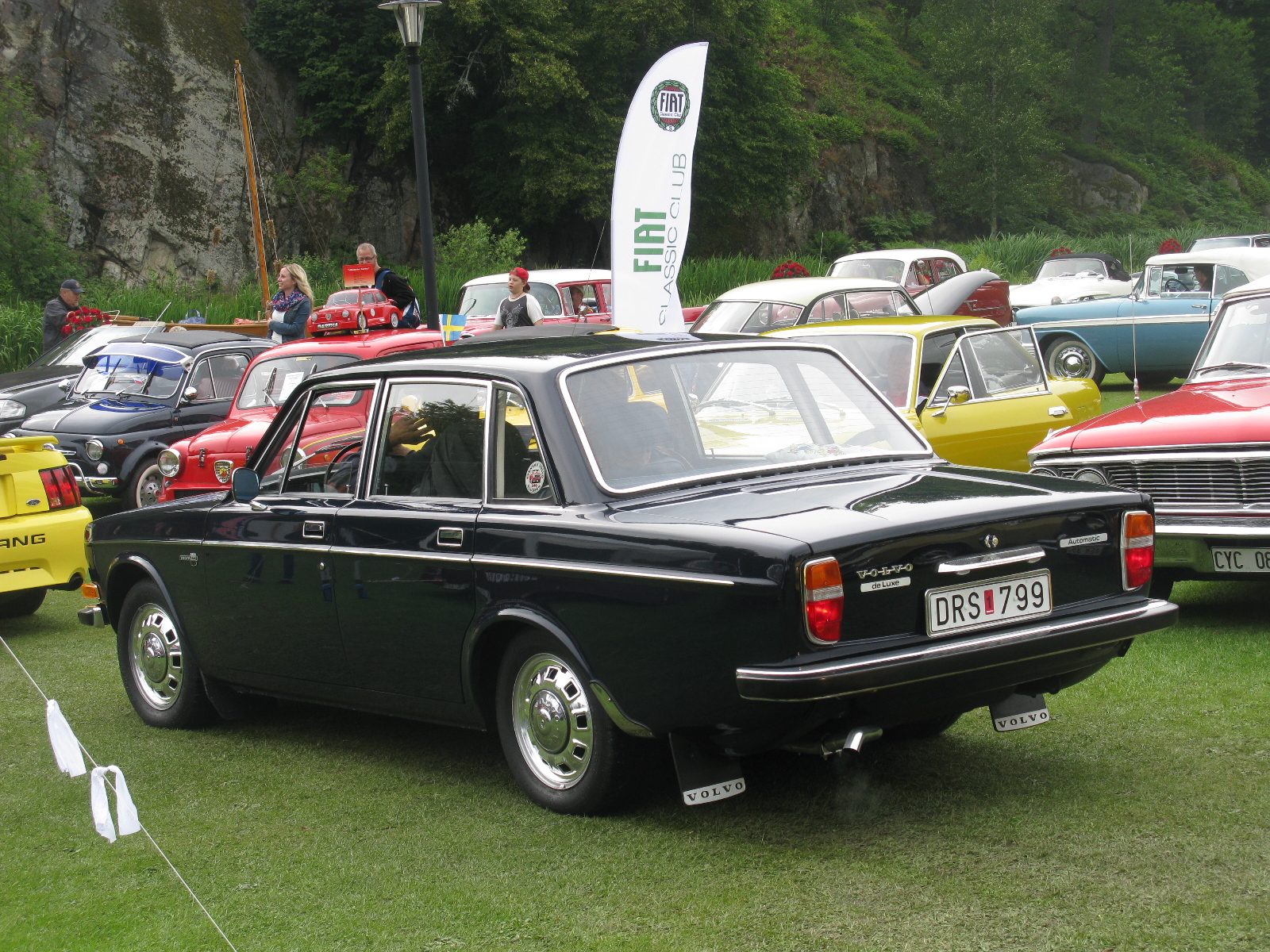
Volvo 144 (1971 - 1973)
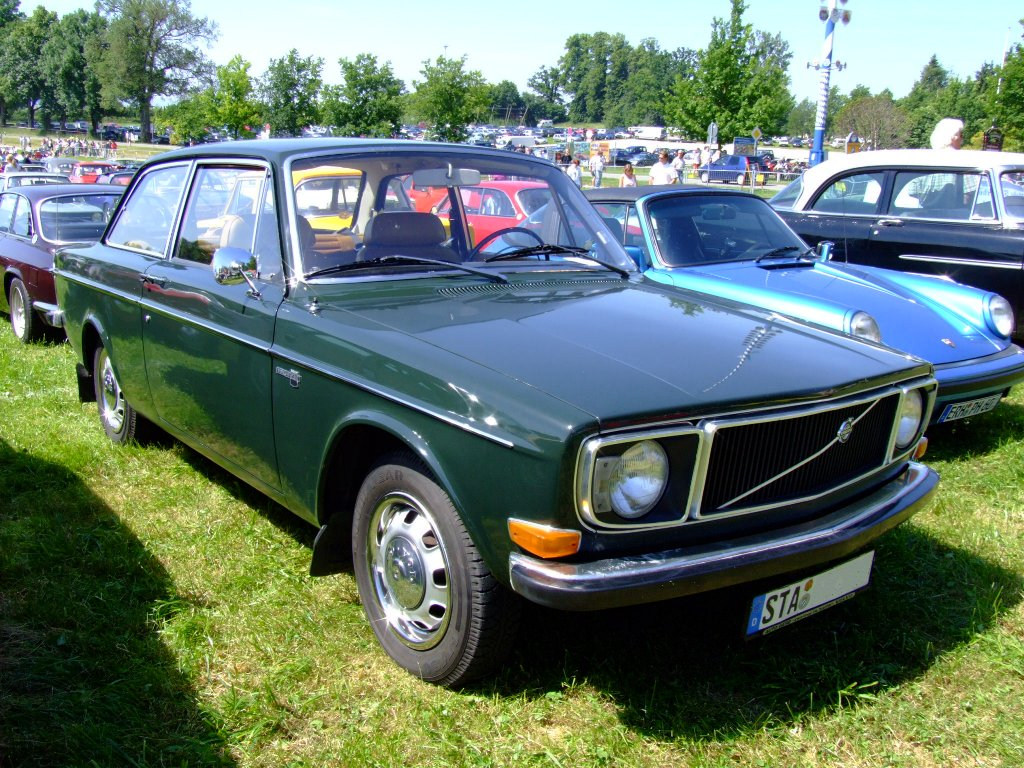
Volvo 142 (1971 - 1973)
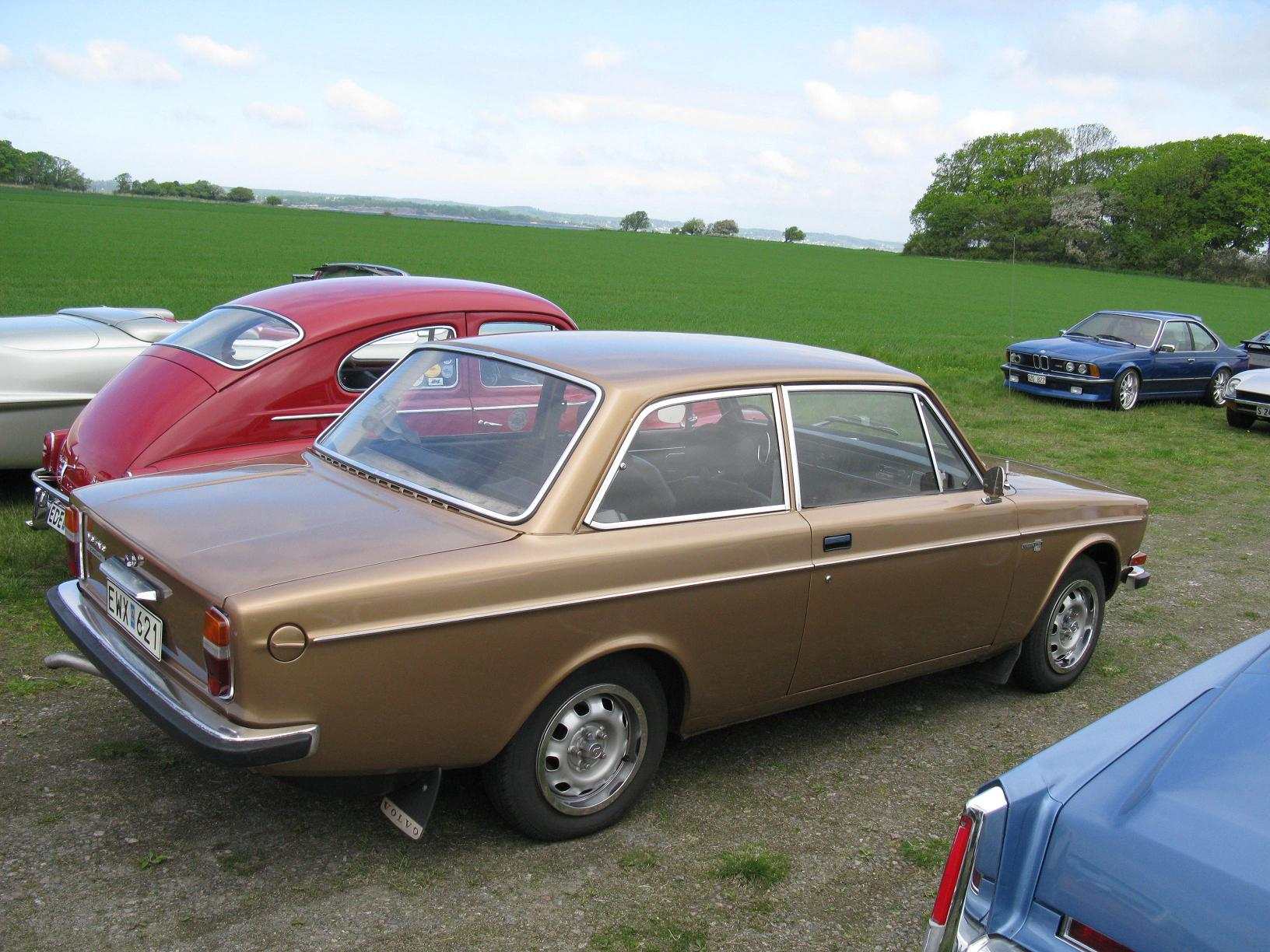
Volvo 142 (1971 - 1973)
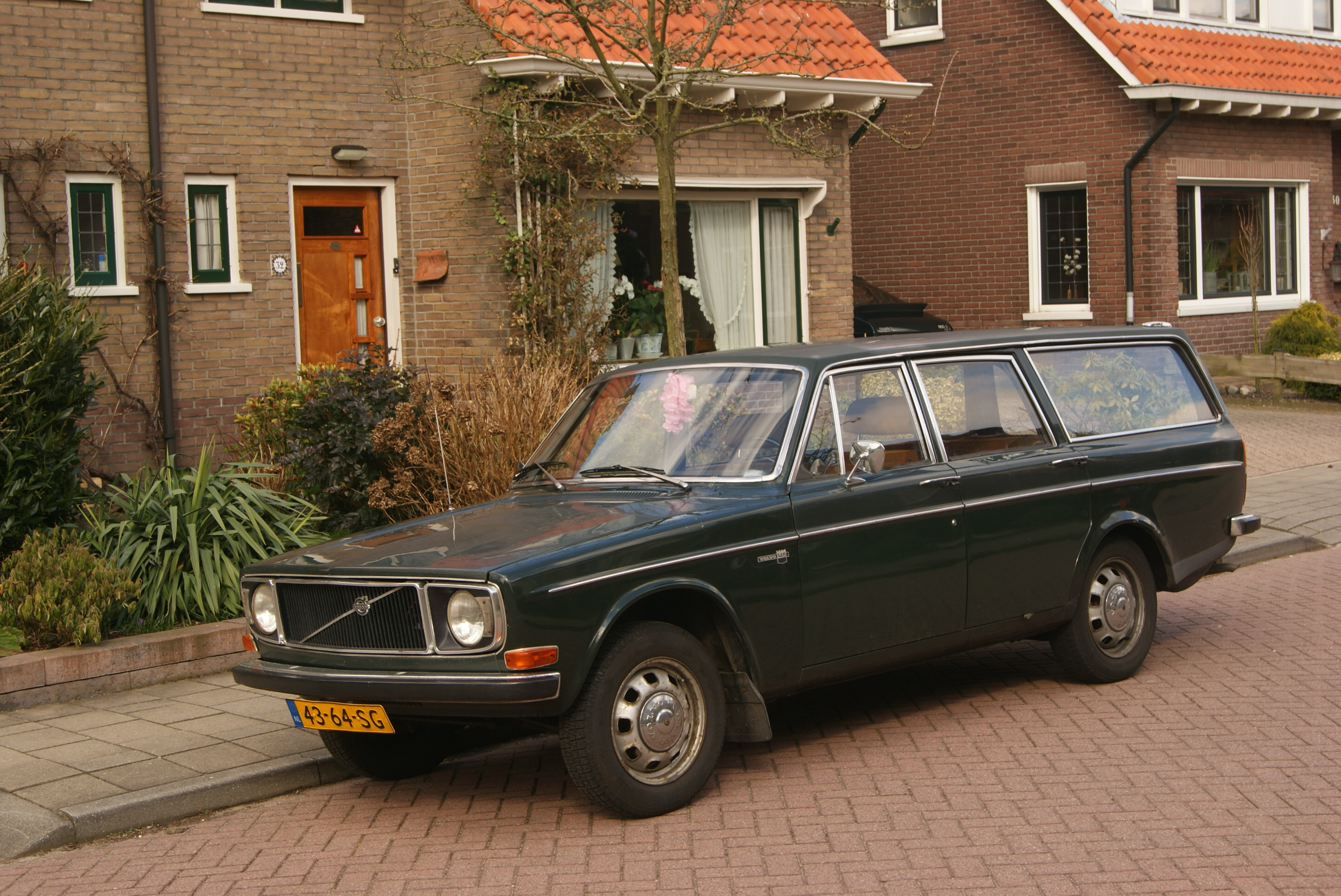
Volvo 145 (1971 - 1973)
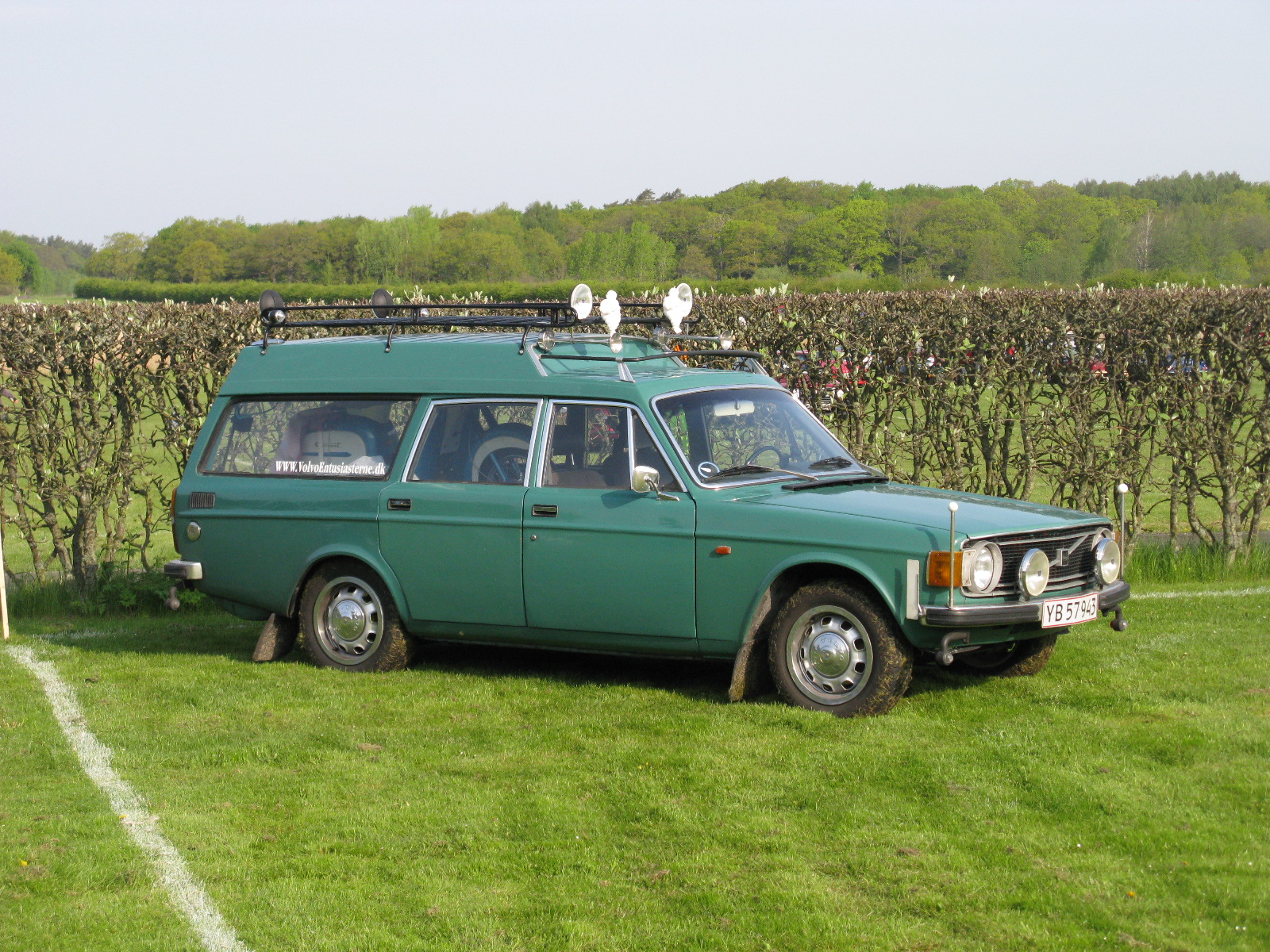
Volvo 145 Express (1971 - 1973)

### Troisième série (1973 - 1974)
Un plus gros lifting a eu lieu en 1973. On note l'arrivée d'une nouvelle calandre en plastique avec le retour du logo Volvo au centre et les clignotants migrent plus haut sur les ailes. À l'arrière, de nouveaux feux horizontaux ont pris place ainsi que de nouveaux pare-chocs plus enveloppants. Un nouveau tableau de bord est présent et le compteur à bandes est abandonné au profit d'un cadran.
La série 140 a disparu en 1974 après une production de 523 808 berlines 144, 412 986 coupés 142 et 268 317 breaks. Soit un total de 1 205 111 exemplaires, auxquelles on peut ajouter les 146 008 164. C'est la série 240 qui a pris la suite avec là-aussi les trois carrosseries disponibles.
Parmi les ventes, notons la livraison au gouvernement de la Corée du Nord en 1974 dans le cadre d'un accord commercial comprenant aussi des équipements industriels d'un millier de berlines. Facturé l'équivalent de 73 millions de dollars de l'époque, le contrat atteint en 2018, du fait des retards, les 300 millions de dollars. Ce montant serait toujours régulièrement réclamé, pour la forme, au gouvernement nord-coréen par la Swedish Export Credit Agency (EKN), l'institution publique qui couvre ces accords intergouvernementaux et a ainsi protégé Volvo.

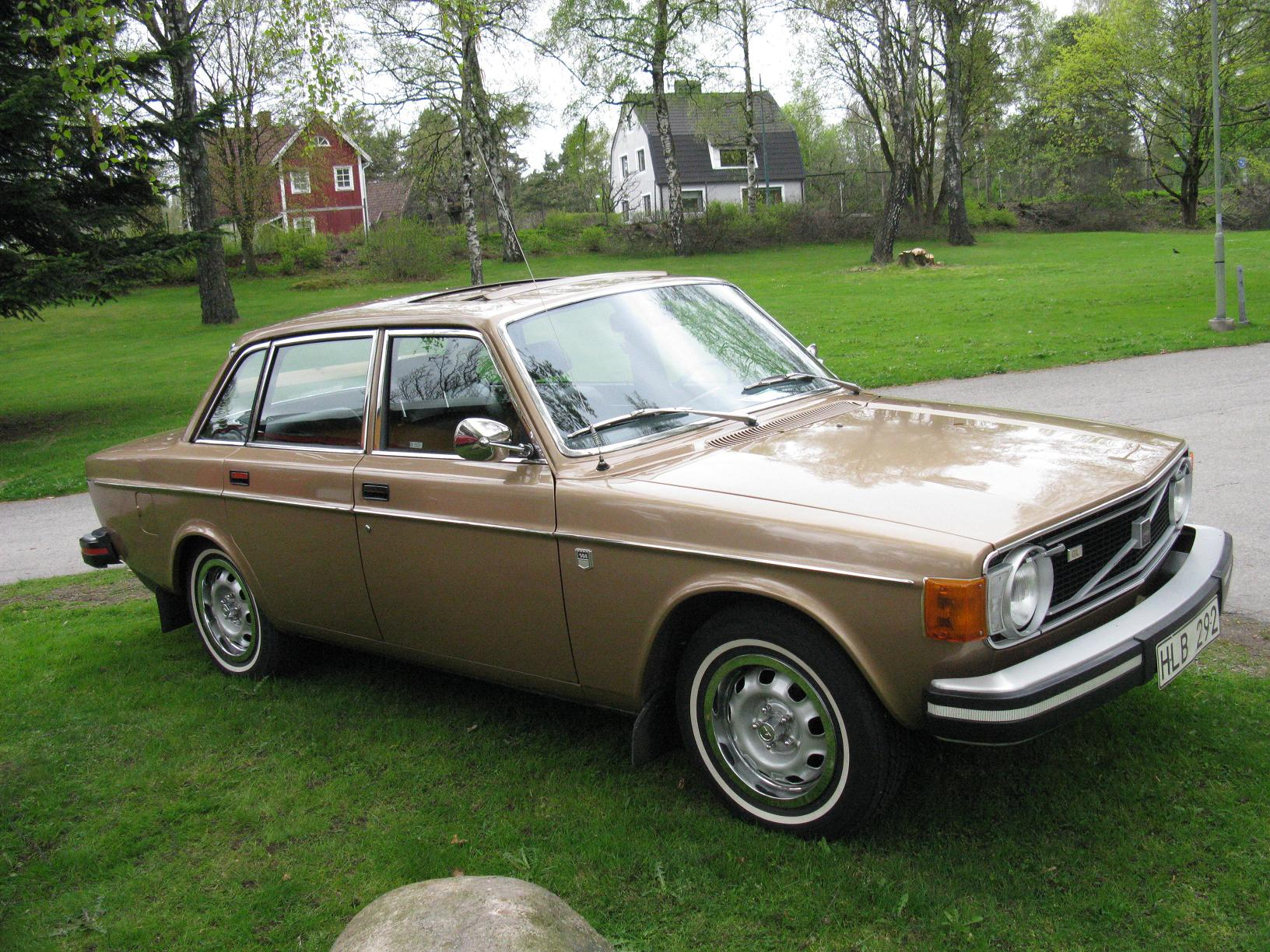
Volvo 144 (1973 - 1974)
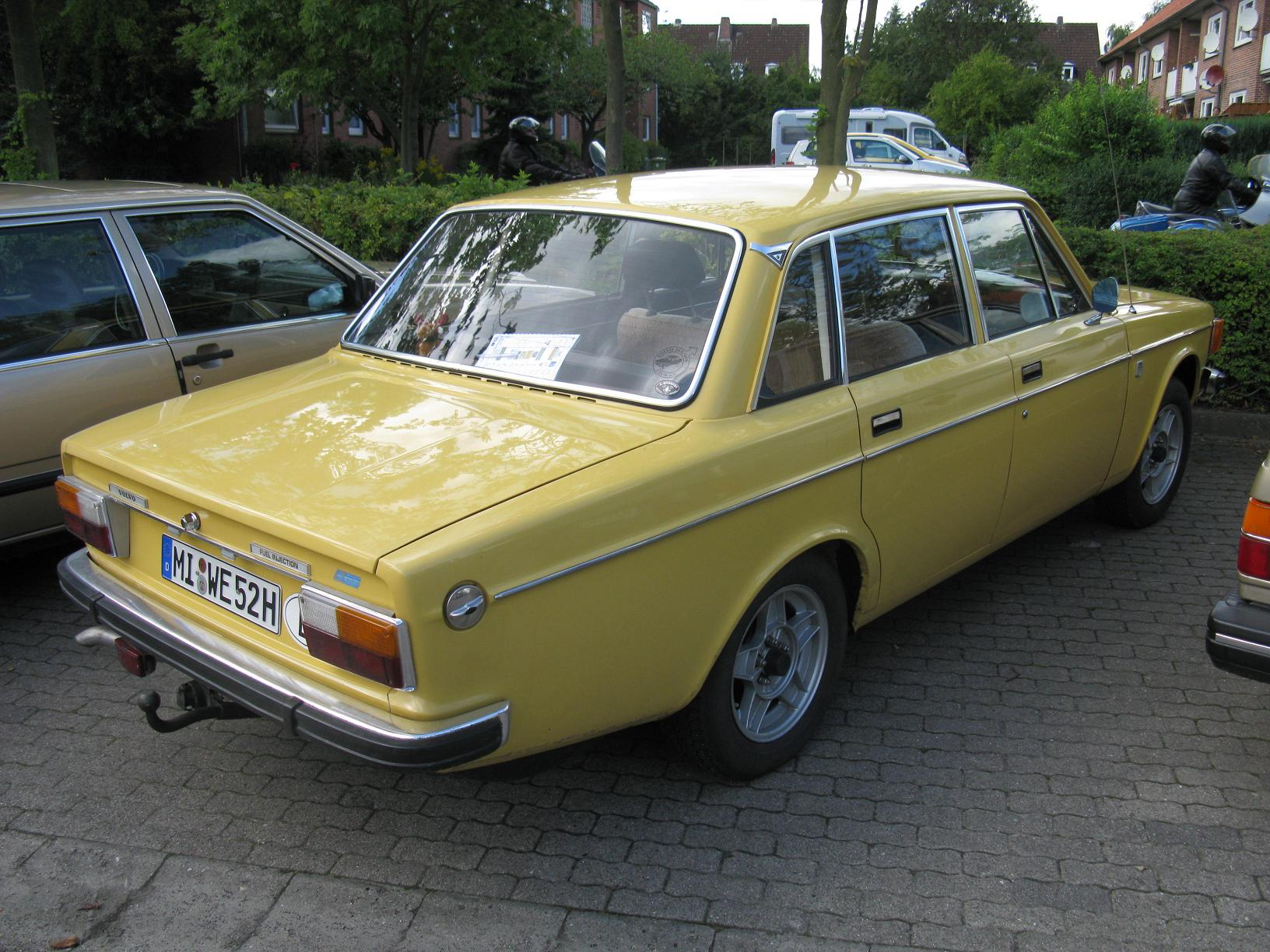
Volvo 144 (1973 - 1974)
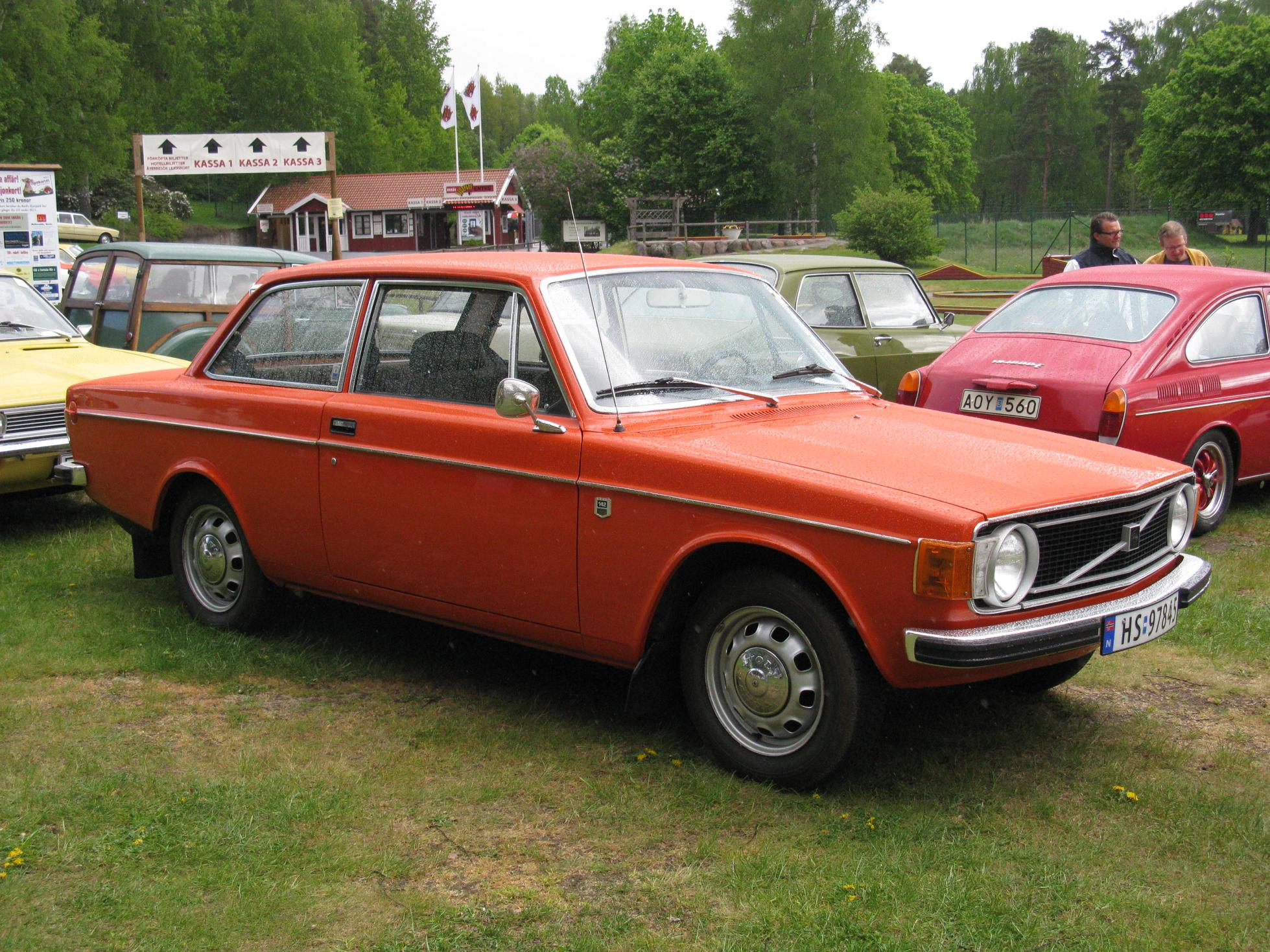
Volvo 142 (1973 - 1974)
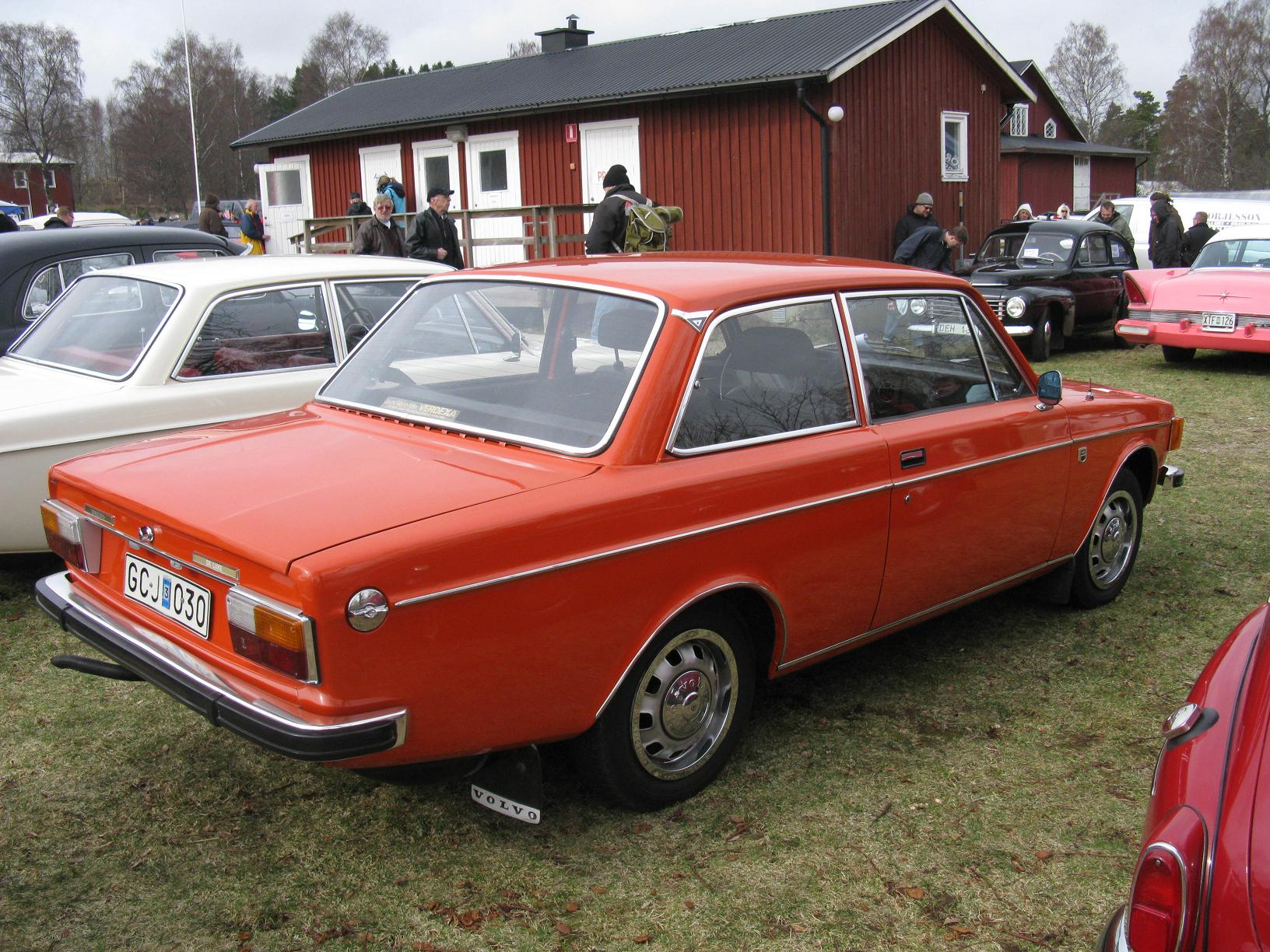
Volvo 142 (1973 - 1974)
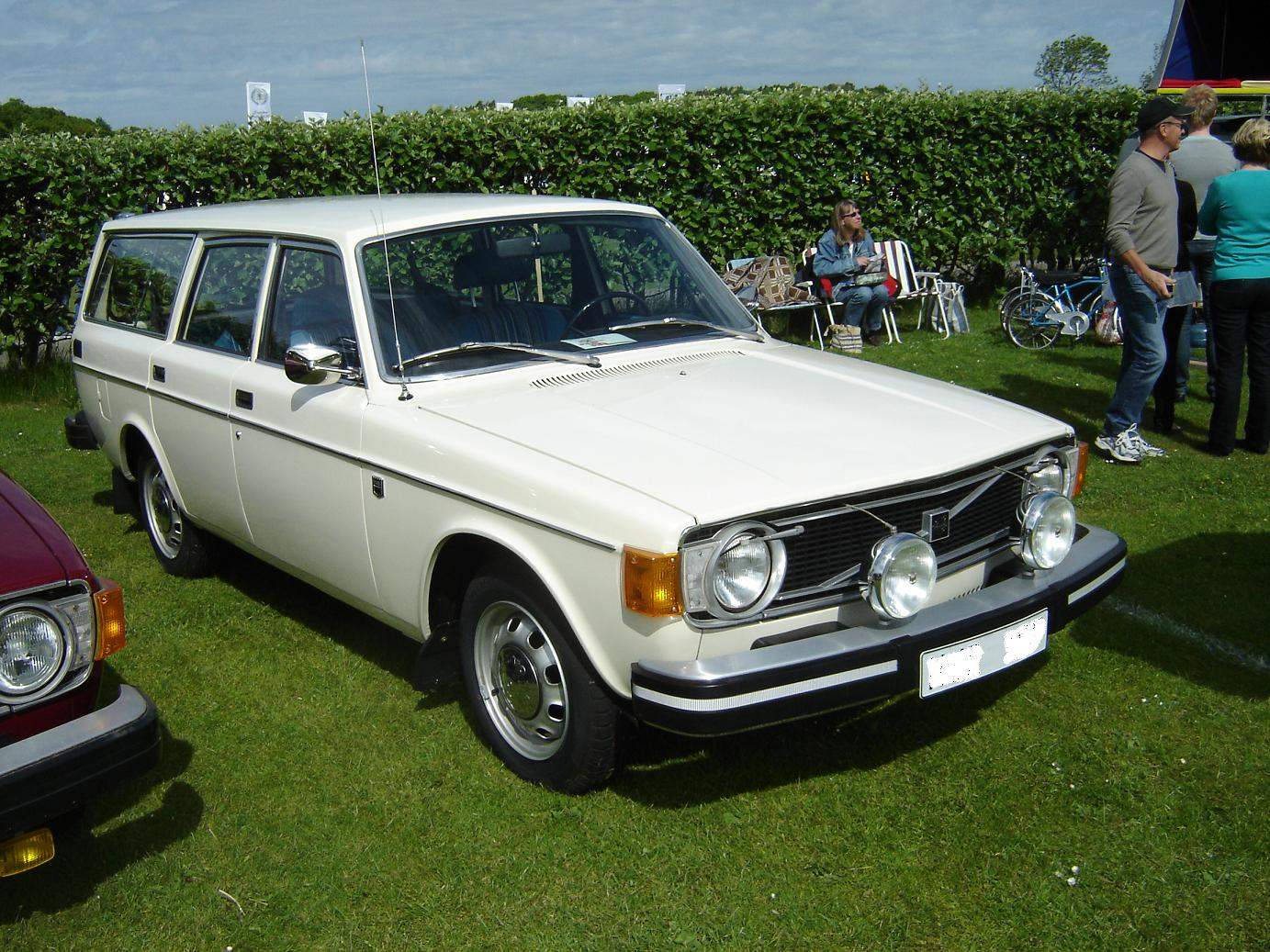
Volvo 145 (1973 - 1974)
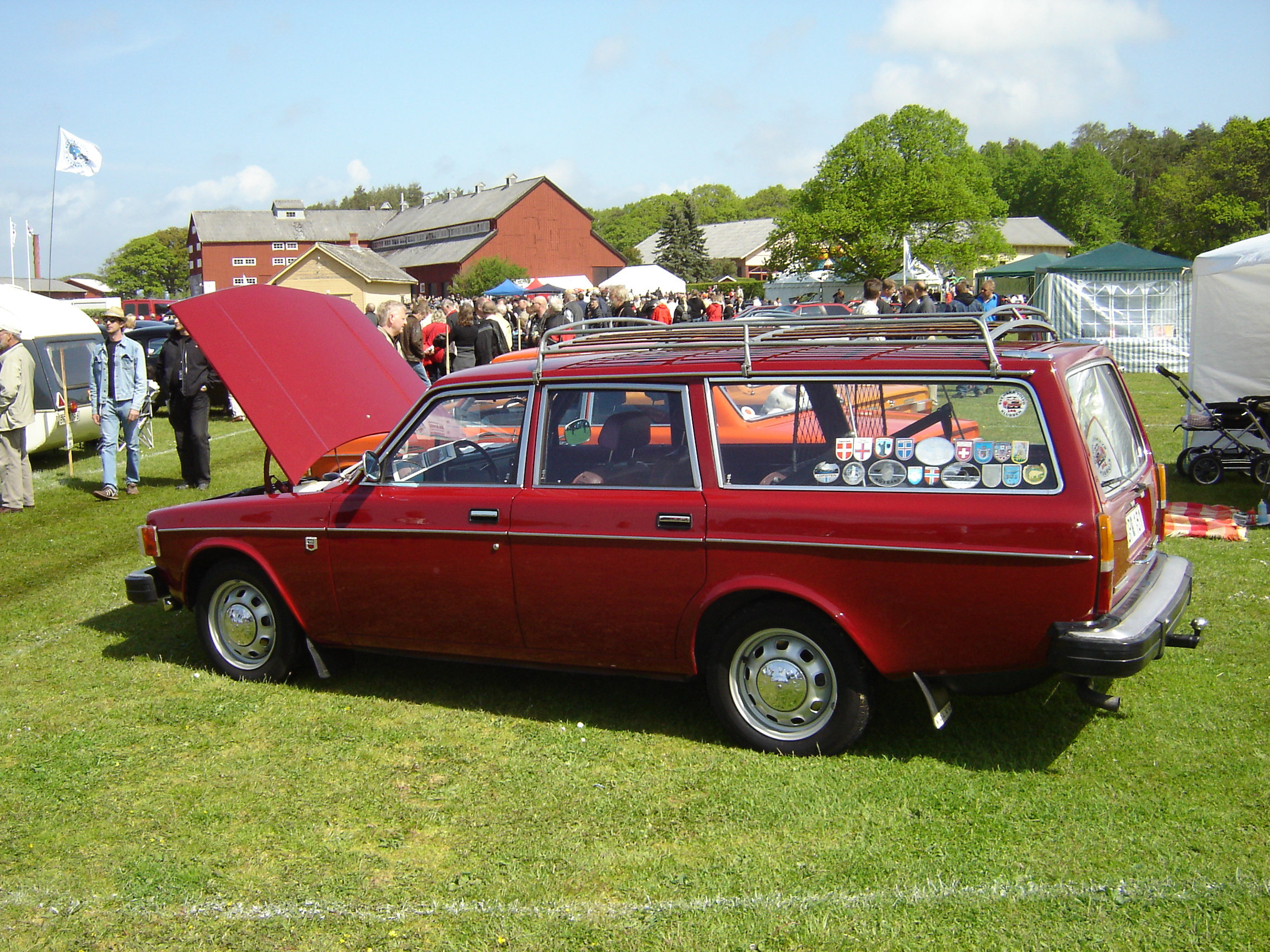
Volvo 145 (1973 - 1974)